# دان فدرسن
دان فدرسن (انگلیسی: Don Fedderson؛ ۱۶ آوریل ۱۹۱۳ – ۱۸ دسامبر ۱۹۹۴) یک مدیر اجرایی تولید تلویزیونی اهل ایالات متحده آمریکا بود.
از فیلم‌ها یا مجموعه‌های تلویزیونی که وی در آن‌ها نقش داشته است می‌توان به امور خانوادگی اشاره نمود.